# Tetracanthella ariegica
Tetracanthella ariegica är en urinsektsart som beskrevs av Louis Deharveng och Anne Bedos 1997. Tetracanthella ariegica ingår i släktet Tetracanthella och familjen Isotomidae. Inga underarter finns listade i Catalogue of Life.